# Provinsen New Hampshire
Provinsen New Hampshire (engelska: Province of New Hampshire) blev 1629 namnet på området mellan Merrimackfloden och Piscataquafloden på Nordamerikas östkust. Den organiserades som engelsk kronbesittning den 7 oktober 1691. Beslutet godkändes den 14 maj 1692 samtidigt som Massachusetts Bay-kolonin skapades. Området, som senare blev den amerikanska delstaten New Hampshire, namngavs efter grevskapt Hampshire i södra England av guvernören John Mason.
Området bosattes av européer första gången under 1620-talet.

### Fotnoter
1. ↑  ”New Hampshire” (på engelska). World Statesmen. http://www.worldstatesmen.org/US_states_N.html#NH. Läst 9 november 2015.